# Cugernes
 (septembre 2012).
Si vous disposez d'ouvrages ou d'articles de référence ou si vous connaissez des sites web de qualité traitant du thème abordé ici, merci de compléter l'article en donnant les références utiles à sa vérifiabilité et en les liant à la section « Notes et références ».
Les Cugernes ou Cubernes sont une petite Peuple germanique situés proche de Colonia Ulpia Traiana et les Camps de légions de Castra Vetera - proche de l'actuelle ville de Xanten -  de Germanie inférieure entre le peuple des Bataves et le peuple des Ubiens, sur la rivière de la Vache, la Gouwe.[précision nécessaire]

## Toponymie
- Tacite les cite trois fois[1].

- Du Celte • Cu-barn: littéralement enfants de la Vache.

- Du Celte • Cu-georne: littéralement qui désirent la Vache, ou qui regrettent la Vache[2],[3]

## Topographie
Peut-être venus des îles de l'Ouest, ils sont installés au Sud-Est du peuple des Bataves et certains sont intégrés dans la Colonia Ulpia Traiana.
Ils étaient partie prenante dans la révolte du peuple des Bataves à l'été 69, avec le peuple des Cananefates.